# Klimaroute C-Change

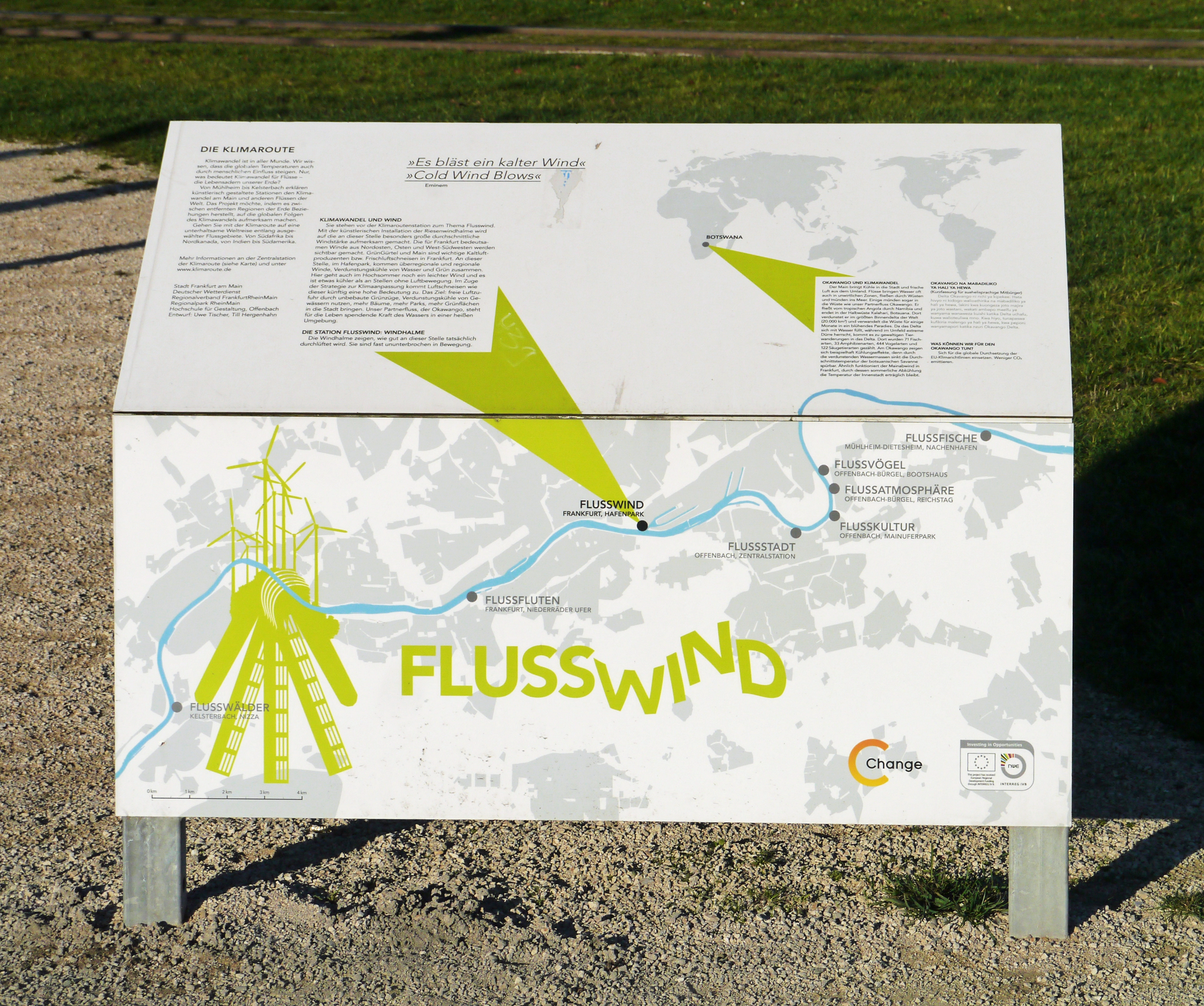
Infotafel der Klimaroute an der Station Flusswind im Hafenpark in Frankfurt am Main

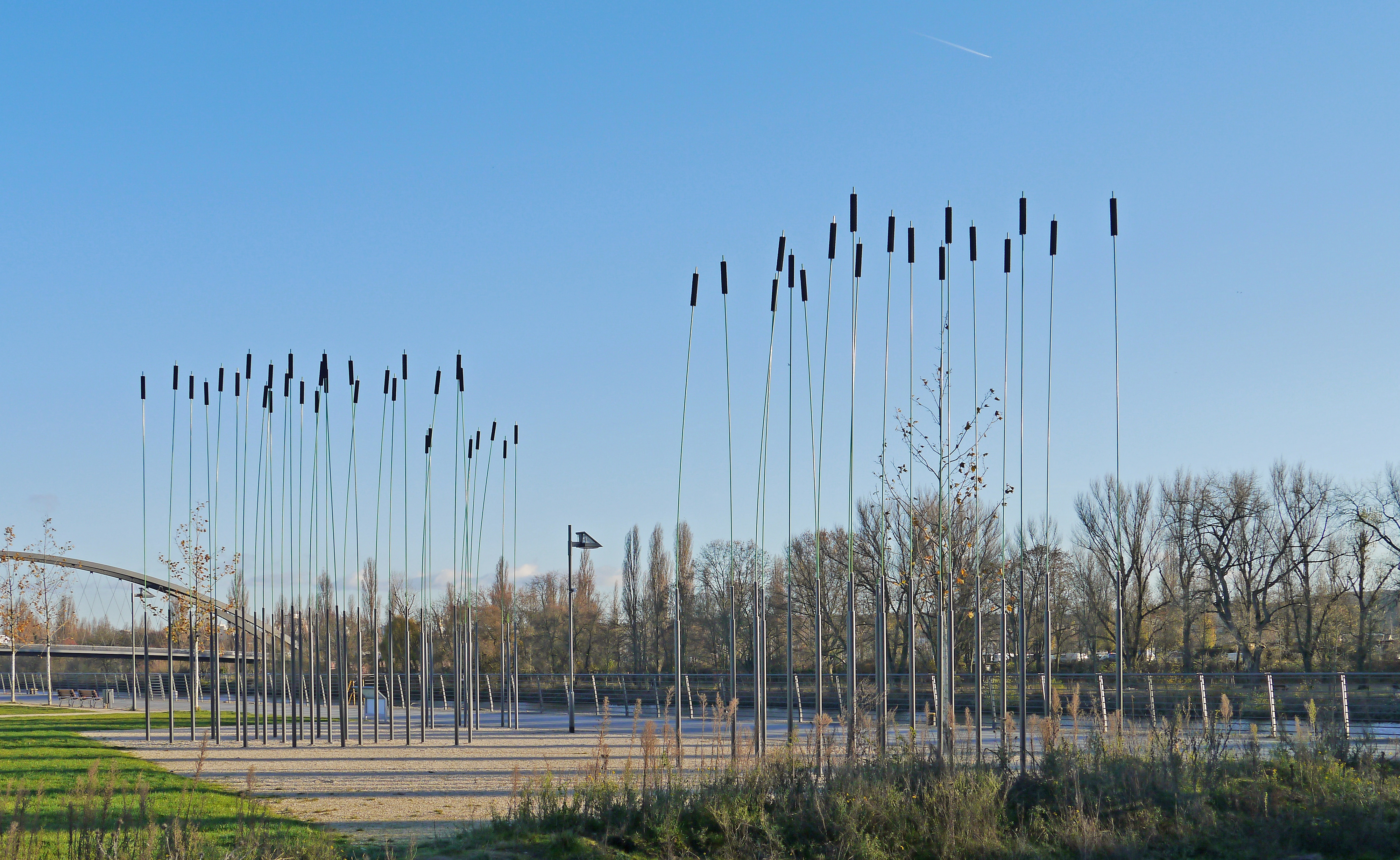
Station Flusswind

Klimaroute (C-Change) ist eine Rad- und Wanderroute mit acht Stationen und einer Länge von 32,6 Kilometer des Regionalparks Rhein-Main, entlang des Mainuferwegs zwischen Mühlheim und Kelsterbach und außerdem ein Kooperationsprojekt gefördert durch die Europäische Union.
Die Stationen wurden von den Planungsgremien der beteiligten Kommunen, dem Deutschen Wetterdienst und der Hochschule für Gestaltung in Offenbach konzipiert und entwickelt. Dabei bezieht sich jede der Stationen auf einen jeweils anderen Partnerfluss irgendwo in der Welt und – im Vergleich – auf die dortigen klimatischen Probleme, die durch den Klimawandel entstehen.